# Харченко Сергій Олегович
Сергій Олегович Харченко (нар. 17 квітня 1976, м. Київ) — український хокеїст, нападник. 
Виступав за ШВСМ (Київ), «Крижинка» (Київ), «Сокіл» (Київ), «Металург» Новокузнецьк, ХК «Фюссен», «Галл Стінгрейс», ХК «Вітебськ», «Бейбарис» (Атирау), «Компаньйон» (Київ).
У складі національної збірної України провів 68 матчів (10+14); учасник чемпіонатів світу 2002, 2003, 2004, 2007 і 2009 (дивізіон I). У складі молодіжної збірної України учасник чемпіонату світу 1995. У складі юніорської збірної України учасник чемпіонату Європи 1993 (група C).
Досягнення
- Переможець Універсіади (1999, студентська збірна України)
- Чемпіон СЄХЛ (1998, 1999)
- Чемпіон України (1998, 1999, 2005, 2006, 2009)
- Чемпіон Казахстану (2011).